# McMullen (Alabama)
McMullen és una població dels Estats Units a l'estat d'Alabama. Segons el cens del 2000 tenia 66 habitants.

## Demografia
Segons el cens del 2000, McMullen tenia 66 habitants, 31 habitatges, i 19 famílies. La densitat de població era de 212,4 habitants/km².
Dels 31 habitatges en un 16,1% hi vivien nens de menys de 18 anys, en un 32,3% hi vivien parelles casades, en un 29% dones solteres, i en un 38,7% no eren unitats familiars. En el 38,7% dels habitatges hi vivien persones soles el 12,9% de les quals corresponia a persones de 65 anys o més que vivien soles. El nombre mitjà de persones vivint en cada habitatge era de 2,13 i el nombre mitjà de persones que vivien en cada família era de 2,74.
Per edats la població es repartia de la següent manera: un 19,7% tenia menys de 18 anys, un 6,1% entre 18 i 24, un 25,8% entre 25 i 44, un 22,7% de 45 a 60 i un 25,8% 65 anys o més.
L'edat mediana era de 44 anys. Per cada 100 dones hi havia 53,5 homes. Per cada 100 dones de 18 o més anys hi havia 51,4 homes.
La renda mediana per habitatge era de 30.000 $ i la renda mediana per família de 33.500 $. Els homes tenien una renda mediana de 21.250 $ mentre que les dones 16.250 $. La renda per capita de la població era de 10.458 $. Aproximadament el 8,3% de les famílies i el 13,4% de la població estaven per davall del llindar de pobresa.

## Poblacions més properes
El següent diagrama mostra les poblacions més properes.